# Algimantas Šalna
Algimantas Šalna (Vidiškės, 12 settembre 1959) è un allenatore di biathlon ed ex biatleta lituano, vincitore di varie medaglie olimpiche e iridate. Durante la sua carriera agonistica gareggiò per la nazionale sovietica; fu il primo lituano a vincere una medaglia ai Giochi olimpici invernali.

## Biografia

### Carriera da atleta
Originario di Vidiškės di Ignalina, in carriera prese parte a un'edizione dei Giochi olimpici invernali, Sarajevo 1984 (5° nella sprint, 1° nella staffetta), e a due dei Campionati mondiali, vincendo due medaglie.

### Carriera da allenatore
Dal 1991 divenne allenatore di biathlon negli Stati Uniti, guidando la nazionale statunitense di biathlon ai Giochi olimpici di Lillehammer 1994, Nagano 1998, Salt Lake City 2002 e Torino 2006.

## Palmarès

### Olimpiadi
- 1 medaglia:
  - 1 oro (staffetta a Sarajevo 1984)

### Mondiali
- 2 medaglie:
  - 2 ori (staffetta ad Anterselva 1983; staffetta a Egg am Etzl/Ruhpolding 1985)

### Coppa del Mondo
- 2 podi (entrambi individuali[2]):
  - 1 vittoria
  - 1 secondo posto

#### Coppa del Mondo - vittorie
| Data           | Località | Nazione | Spec. |
| -------------- | -------- | ------- | ----- |
| 7 gennaio 1984 | Falun    | Svezia  | SP    |

Legenda:

SP = Sprint

### Campionati sovietici
- 2 ori (individuale, staffetta nel 1983)[1]